# Julodella abeillei
Julodella abeillei är en skalbaggsart som först beskrevs av André Théry 1893.  Julodella abeillei ingår i släktet Julodella och familjen praktbaggar. Inga underarter finns listade i Catalogue of Life.